# أنطون فيفر
أنطون فيفر (بالألمانية: Anton Pfeffer)‏ (مواليد 17 أغسطس 1965) هو لاعب كرة قدم. يلعب مع منتخب النمسا لكرة القدم. سبق له أن لعب في كأس العالم لكرة القدم مع منتخب بلاده.

## مسيرته الكروية
لعب أنطون فيفر خلال مسيرته الاحترافية مع نادِ واحدٍ في خمسة عشر موسمًا وسجل خلالها 19 هدفًا ضمن 348 مباراة. حيث فاز في أربعة مواسم بالكأس وفي أربعة مواسم بالدوري.
خاض أنطون فيفر مسيرته مع نادي أوستريا فيينا في موسم 1985–86 ليلعب معه خمسة عشر موسمًا، مشاركًا في 348 مباراة سجل خلالها 19 هدفًا.

## روابط خارجية
- أنطون فيفر على موقع الاتحاد الدولي (مؤرشف)  (الإنجليزية)
- أنطون فيفر على موقع قاعدة بيانات كرة القدم.إي يو (الإنجليزية)
- أنطون فيفر على موقع بيانات كرة القدم. دي إي (الألمانية)
- أنطون فيفر على موقع ناشيونال فوتبول تيمز (الإنجليزية)
- أنطون فيفر على موقع عالم كرة القدم.نت (الإنجليزية)